# Kanton Le Lamentin-1 Sud-Bourg
Kanton Le Lamentin-1 Sud-Bourg (francouzsky Canton du Lamentin-1 Sud-Bourg) byl francouzský kanton v departementu Martinik v regionu Martinik. Tvořila ho část obce Le Lamentin. Zrušen byl v roce 2015.